# Зуд
Зуд (лат. pruritus) — неприятное ощущение раздражения, жжения и покалывания в каком-либо участке кожи, вызванное различными причинами (воздействие химических веществ, бактерий, паразитов). Ощущение зуда часто выражается в острой потребности потереть или почесать некоторый участок кожи (или слизистой).

## Причины
Зуд может вызываться раздражением нервных окончаний под воздействием следующих причин:
- Стрессы, психические расстройства
- Попадание на кожу раздражающих веществ: кислот, щелочей, боевых отравляющих веществ (адамсит, другие ирританты)
- Воздействие других организмов:
  - Паразиты: чесоточный зудень, гельминты
  - Укусы: вши, блохи, постельные клопы, комары
  - Ужаление: осами, пчёлами, муравьями и т. д.
  - Контакт с некоторыми растениями
- Заболевания:
  - Кожные заболевания: экзема, псориаз, опоясывающий лишай, микозы, сибирская язва
  - Аллергия
  - Лимфогранулематоз
  - Геморрой
- Последствия ожогов и обморожений
- Процесс заживления ран — особенно сильно зуд проявляется в фазе активного заживления повреждений
- Травмы кожных покровов
  - Раздражение трением: мозоли, потёртости, особенно инфицированные
  - Механическое повреждение кожи тонкими и острыми микрообъектами (обломки волокон стекловаты, занозы, колючки)
  - Раздражение после бритья
- Нерегулярное проведение гигиенических процедур

## Механизм обратной связи при зуде и меры борьбы с ним

### Расчёсывание
Возникновение зуда обычно вызывает желание почесать поражённое место, однако при расчёсывании зуд обычно только усиливается.

### Меры борьбы с зудом
- Основное внимание следует уделить устранению причин возникновения зуда
- Обычно тепло усиливает зуд, а охлаждение — уменьшает
- На время устранения основной проблемы следует использовать симптоматические средства.

### На английском языке
- Andrew D, Craig AD (2001). Spinothalamic lamina I neurons selectively sensitive to histamine: a central neural pathway for itch. Nature Neuroscience Jan;4(1):9-10.
- National Cancer Institute (2003) «Pruritus» Retrieved Aug. 22, 2005.